# Westgeld

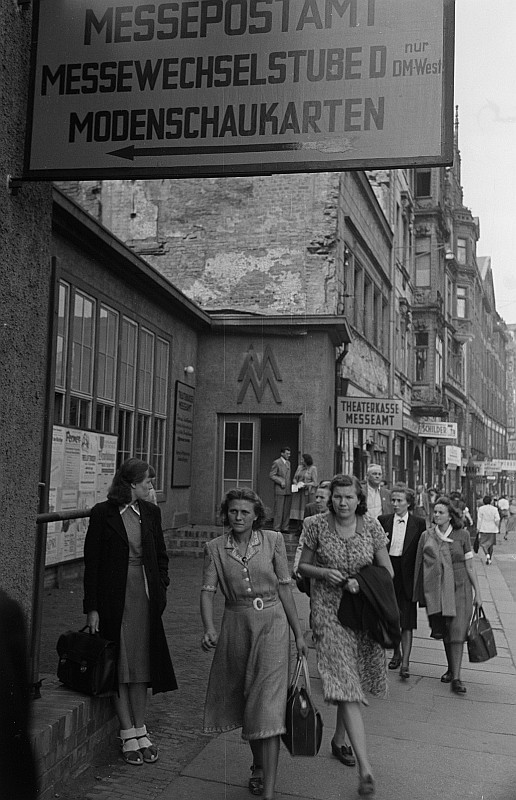
Wechselstube für „DM-West“ bei der Leipziger Herbstmesse 1950

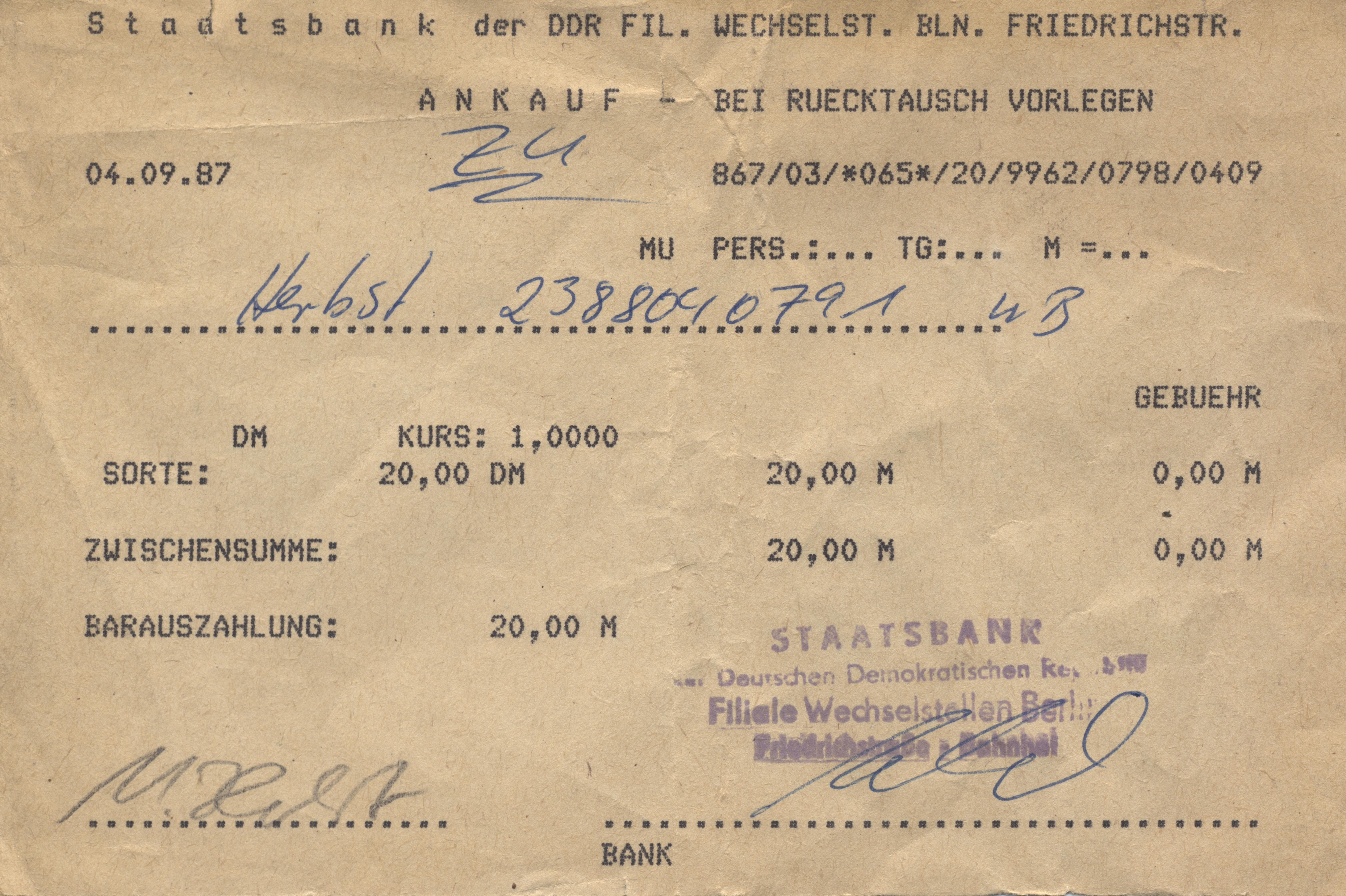
Umtauschbescheinigung der Staatsbank der DDR, Bf Berlin Friedrichstraße, 20 DM in 20 M der DDR – 1987

Westgeld war ein Begriff im Sprachgebrauch in der DDR, im DDR-offiziellen Sprachgebrauch wurden die Begriffe Valuta und Valutamark benutzt.
Im engeren und meist gebrauchten Sinne wurde damit die D-Mark (umgangssprachlich auch Westmark) bezeichnet, im weiteren Sinne alle frei konvertierbaren Währungen, besonders der US-Dollar, das britische Pfund und der französische Franc.

## Allgemein
Westgeld bzw. D-Mark war, anders als die Mark der DDR, kein gesetzliches Zahlungsmittel in der Deutschen Demokratischen Republik. Eine Ausnahme bildete die staatliche Einzelhandelskette Intershop. Es war jedoch in Form von Bargeld eine Schattenwährung, vor allem für Güter und Dienstleistungen, die normale DDR-Bürger nicht ohne Weiteres bekamen. 

## DDR-Rechtslage
Bis 1974 war es DDR-Bürgern verboten, Valuta zu besitzen. Mit Erlass des Ministerrates der DDR wurde das Verbot später aufgehoben, und DDR-Bürger konnten nun auch in den Intershops einkaufen. Sie konnten Valuta jedoch nicht legal gegen Mark der DDR eintauschen. Legal waren nur Valutageschenke von Verwandten aus dem westlichen Ausland oder Arbeitsentgelt für Tätigkeiten im westlichen Ausland, das anteilig in Valuta ausgezahlt wurde.

## Praxis ab 1979
Ab 1979 mussten DDR-Bürger ihre D-Mark vor dem Einkauf in Intershop-Filialen in sogenannte Valuta-Schecks oder Forumschecks umtauschen. Diese besaßen den gleichen Wert wie die D-Mark, konnten jedoch nur in den Intershopläden eingelöst werden. Hintergrund für die Einführung der Forumschecks war der Umstand, dass die DDR auf diese Weise eher in den Besitz des echten Westgelds kam.
Valuta etablierte sich in der DDR, neben Sachwerten wie Antiquitäten oder hochwertigen Lebensmitteln, als Zweitwährung, mit der man aber nicht in Läden und Verkaufseinrichtungen einkaufen konnte, sondern nur im Intershop oder bei Bekannten.
Ein üblicher (illegaler) Umtauschkurs war 1:4 (1 DM für 4 Mark der DDR); oft musste man noch deutlich mehr für eine DM zahlen, bis zu 1:25. Umtauschwünsche wurden sogar in Zeitungen der DDR annonciert. Dabei wurde die Umschreibung        „blaue Fliesen“, in Anlehnung an die Farbe von 100-DM-Scheinen, verwendet.  
Der offizielle Umtauschkurs der DDR war 1:1, angewendet zum Beispiel beim Mindestumtausch (inoffiziell „Zwangsumtausch“) für Bürger der Bundesrepublik und West-Berlins beim DDR-Besuch oder bei der Bereitstellung des Reisegelds von 15 DM für DDR-Bürger, die ins westliche Ausland fahren durften. 
Die Mark der DDR war eine Binnenwährung, sie durfte das Staatsgebiet der DDR nicht in westliche Richtung verlassen, nur in andere Länder des RGW.

## Valuta-Mark (VM)
Im offiziellen Sprachgebrauch der DDR war von  Valutamark bzw. Valuta-Mark (kurz: VM) die Rede, wenn mit Partnern in der Bundesrepublik Deutschland Geschäfte gemacht wurden, bei der diese Partner (meist vorab) an die DDR mit D-Mark bezahlten und dann der DDR-Staat dieselbe Summe in DDR-Mark für die Vertragszwecke freigab – wie etwa für die Kirchenbauprogramme in der DDR. Dabei galt nach DDR-Vorgabe das Währungsverhältnis  1 D-Mark = 1 Valuta-Mark = 1 DDR-Mark.
Seit 1. Januar 1959 wendete die DDR bei der Erfassung der Außenhandelsumsätze einen neuen Umrechnungskurs an: Für Außenhandelswerte galt die neu eingeführte Rechen- bzw. Verrechnungs-Einheit Valutamark (VM).
Die Valutamark war kein Zahlungsmittel, sondern ein währungstechnisches Instrument, eine Wirtschaftsplan‑Kennziffer zur Umrechnung der auf dem Weltmarkt geltenden Import‑ und Exportpreise einschließlich des Transferrubels, der für die Sowjetunion eine solche Umrechnungsfunktion hatte.